# Tirreno-Adriático 1979
La XIV edición de la Tirreno-Adriático se disputó entre el 9 y el 14 de marzo de 1979 con un recorrido de 915 kilómetros con salida en Santa Marinella y llegada a San Benedetto del Tronto. El ganador de la carrera fue el noriego Knut Knudsen (Bianchi-Faema).

## Etapas
| Etapa   | Fecha       | Recorrido                             | km    | Ganador            | Líder                    |
| ------- | ----------- | ------------------------------------- | ----- | ------------------ | ------------------------ |
| Prólogo | 9 de marzo  | Santa Severa - Santa Severa (CRI)     | 8,0   | Francesco Moser    | Francesco Moser          |
| 1ª      | 10 de marzo | Santa Marinella - Fiuggi              | 197,5 | Wladimiro Panizza  | Gianbattista Baronchelli |
| 2ª      | 11 de marzo | Cassino - Paglieta                    | 200,0 | Vittorio Algeri    | Gianbattista Baronchelli |
| 3ª      | 12 de marzo | Paglieta - Montegiorgio               | 229,0 | Josef Fuchs        | Giovanni Battaglin       |
| 4ª      | 13 de marzo | Grottazzolina - Civitanova Marche     | 182,0 | Giuseppe Saronni   | Giovanni Battaglin       |
| 5ª A    | 14 de marzo | S.B del Tronto - S.B del Tronto       | 81,0  | Roger de Vlaeminck | Giovanni Battaglin       |
| 5ª B    | 14 de marzo | S.B del Tronto - S.B del Tronto (CRI) | 18,0  | Knut Knudsen       | Knut Knudsen             |

## Clasificaciones finales

### General
| Posición | Ciclista                 | Equipo                  | Tiempo      |
| -------- | ------------------------ | ----------------------- | ----------- |
| 1        | Knut Knudsen             | Bianchi-Faema           | 24h 40' 33" |
| 2        | Giuseppe Saronni         | Scic-Bottecchia         | + 01"       |
| 3        | Giovanni Battaglin       | Inoxpran                | + 25"       |
| 4        | Franco Conti             | San Giacomo             | + 34"       |
| 5        | Francesco Moser          | Sanson-Luxor TV         | + 36"       |
| 6        | Roger de Vlaeminck       | Gis Gelati              | + 1' 10"    |
| 7        | Michel Pollentier        | Splendor-Euro Soap      | + 1' 25"    |
| 8        | Gianbattista Baronchelli | Magniflex-Famcucine     | + 1' 33"    |
| 9        | Fons de Wolf             | Boule d'Or-Lano-Colnago | + 1' 48"    |
| 10       | Wladimiro Panizza        | Sanson-Luxor TV         | + 1' 50"    |